# SAG-AFTRA
映画俳優組合・米テレビ・ラジオ芸術家連盟（Screen Actors Guild - American Federation of Television and Radio Artists、SAG-AFTRA（サグ・アフトラ [ˌsæɡˈæftrə]））は、2012年に映画俳優組合（SAG）と米テレビ・ラジオ芸術家連盟（AFTRA）の統合により設立されたアメリカ合衆国の労働組合。この組織は全米最大の労働組合連合AFL–CIOおよび国際俳優連盟に加盟している。2013年より全米映画俳優組合賞の運営を行っている。